# 이나코스

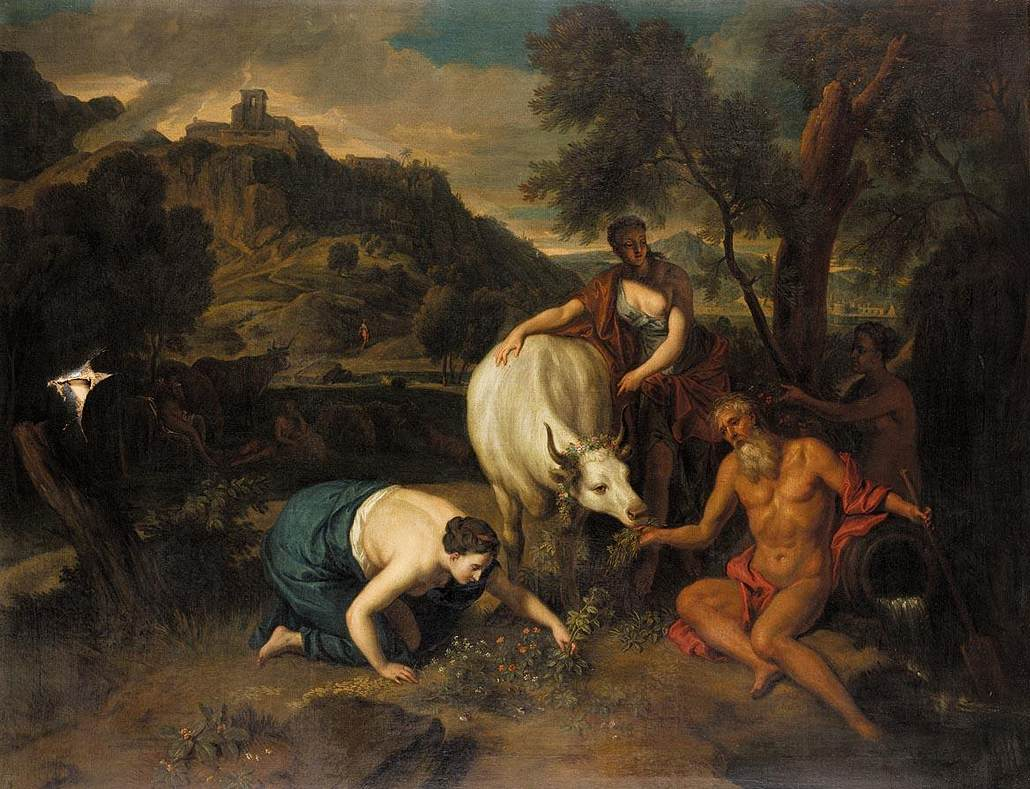
아버지에게 인정받은 이오 (빅토르 오노레 얀센스)

이나코스 또는 이나쿠스 (고대 그리스어: Ἴναχος)는
그리스 신화에서 아르고스의 초대 왕이다. 오케아노스와 테티스의 삼천 명의 아들들 중 한 명이다. 펠로폰네소스반도 동부에 있는 이나코스강은 그의 이름을 따서 명명되었다.

## 가족
여러 고대 작가들은 이나코스를 티탄 오케아노스와 테티스 사이에서 태어난 포타모이 중 한 명으로 묘사하며, 따라서 그리스인들에게는 선 올림포스 또는 "펠라스고이족" 신화적 풍경의 일부였다. 그리스 도상학에서 발터 부르케르트는 다음과 같이 언급한다. 강은 인간의 머리나 얼굴을 가진 황소의 형태로 묘사된다. 이러한 신화는 그 이후로 전해져 내려왔지만, 현대 고고학의 가장 주목할 만한 발견 중 하나는 아르고스가 이집트, 바빌로니아와 함께 실제로 고대 문명이었다는 것을 보여주는 기념물과 유적이었다.
이나코스에게는 많은 자녀가 있었는데, 그 중 주요 자녀는 두 아들 포로네우스와 아이기알레우스 또는 페게우스였고, 두 딸은 이오와 필로디케였다. 필로디케는 레우키포스의 아내였다. 이 자녀들의 어머니는 문헌에 따라 다양하게 묘사되는데, 오케아니데스 중 한 명인 멜리아는 포로네우스와 아이기알레우스의 어머니로 불렸고 (또는 페게우스), 또는 또 다른 오케아니데스인 아르기아는 포로네우스와 이오의 어머니로 불렸다. 이오는 때때로 이나코스와 멜리아의 딸로 혼동되지만, 그녀는 이나코스 단독의 딸이다. 이오는 이나코스의 입에서 태어났다. 그가 이름을 따서 명명된 이나키아인 외에도, 그의 다른 자녀로는 미케네, 미케네의 이름을 따서 명명된 샘의 요정 아미모네, 메세이스, 히페리아, 테미스토 (제우스와의 사이에서 아르카스의 어머니)가 있다. 아르고스 파놉테스도 이나코스의 아들이라고 아스클레피아데스가 주장했다.
| 관계 | 이름                      | 출처       | 출처       | 출처         | 출처         | 출처     | 출처         | 출처           | 출처            | 출처   |
| 관계 | 이름                      | 헤시오도스 | 발레리우스 | 아폴로도로스 | 아폴로도로스 | 히기누스 | 파우사니아스 | 아우구스티누스 | 클레멘스 교령집 | 체체스 |
| ---- | ------------------------- | ---------- | ---------- | ------------ | ------------ | -------- | ------------ | -------------- | --------------- | ------ |
| 부모 | 오케아노스와 테티스       |            |            | ✓            |              | ✓        |              |                |                 |        |
| 아내 | 멜리아                    |            |            | ✓            | ?            |          |              |                |                 |        |
| 아내 | 아르기아                  |            |            |              |              | ✓        |              |                |                 |        |
| 자녀 | 미케네                    | ✓          |            |              |              |          | ✓            |                |                 |        |
| 자녀 | 이오                      |            | ✓          |              | ✓            | ✓        | ✓            | ✓              |                 |        |
| 자녀 | 아미모네                  |            | ✓          |              |              |          |              |                |                 |        |
| 자녀 | 메세이스                  |            | ✓          |              |              |          |              |                |                 | -      |
| 자녀 | 히페리아                  |            | ✓          |              |              |          |              |                |                 |        |
| 자녀 | 포로네우스                |            |            | ✓            |              | ✓        | ✓            | ✓              |                 |        |
| 자녀 | 아이기알레우스            |            |            | ✓            |              |          |              |                |                 |        |
| 자녀 | 아르고스 파놉테스         |            |            |              | ✓            |          |              |                |                 |        |
| 자녀 | 페게우스 (아이기알레우스) |            |            |              |              |          |              | ✓              |                 |        |
| 자녀 | 테미스토                  |            |            |              |              |          |              |                | ✓               |        |
| 자녀 | 필로디케                  |            |            |              |              |          |              |                |                 | ✓      |

## 신화

### 통치
역사가 파우사니아스는 그를 아르고스의 최고 왕으로 묘사하며, 그가 자신의 이름을 따서 강 이름을 지었고 헤라에게 희생을 바쳤다고 말한다. 그는 또한 일부 사람들이 그가 필멸자가 아니라 강이라고 말했다고 언급한다. 이나코스는 또한 아르고스의 첫 사제였다고 하며, 그 나라는 종종 이나코스의 땅으로 불렸다. 히에로니무스와 에우세비우스 (둘 다 카스토르를 인용), 그리고 심지어 1812년 늦게 존 렘프리에르는 에우헤메로스적으로 그가 아르고스의 초대 왕으로 50년 동안 통치했다고 주장했다 (기원전 1807년). 이나코스는 그의 영토를 아들 페게우스와 이나코스의 뒤를 이어 아르고스의 두 번째 왕이 된 포로네우스에게 나누어 주었다. 이나코스의 동시대 인물은 시키온의 여덟 번째 왕인 레우키포스였다.
고대인들은 이나코스에 대한 이야기를 설명하기 위해 여러 시도를 했다. 때로는 그를 데우칼리온의 대홍수 이후 산에서 평원으로 아르고스 사람들을 이끌고 물을 적절한 수로에 가두어 아르골리다현을 다시 살기 좋은 곳으로 만든 아르고스 원주민으로 보았다. 그 후 그는 아르고스 시를 건설했다. 다른 때에는 고대인들이 이나코스를 이집트나 리비아 식민지의 지도자로 바다를 건너온 이민자로 보았고, 그가 이나코스 강둑에 흩어져 있는 펠라스고이족을 통합했다고 보았다. 이나코스가 바다 건너 그리스로 왔다고 주장하는 이들은 그의 이름을 동양 용어 에낙(Enak)의 그리스 형태, 즉 "위대한" 또는 "강력한"을 의미하며, 이 마지막이 그리스어 ἄναξ, 즉 "왕"의 어원이라고 본다.
베르길리우스의 아이네이스에서 이나코스는 투르누스의 방패에 묘사되어 있다. 엘레우시스 밀의종교의 이나코스 또는 브리모스와 비교해보라.
| 작위             | 작위          | 작위            |
| ---------------- | ------------- | --------------- |
| 이전 새로운 창조 | 아르고스의 왕 | 이후 포로네우스 |

| 다양한 자료에 따른 이나코스의 통치 연대기 | 다양한 자료에 따른 이나코스의 통치 연대기 | 다양한 자료에 따른 이나코스의 통치 연대기 | 다양한 자료에 따른 이나코스의 통치 연대기 | 다양한 자료에 따른 이나코스의 통치 연대기 | 다양한 자료에 따른 이나코스의 통치 연대기 | 다양한 자료에 따른 이나코스의 통치 연대기 | 다양한 자료에 따른 이나코스의 통치 연대기 | 다양한 자료에 따른 이나코스의 통치 연대기 | 다양한 자료에 따른 이나코스의 통치 연대기 | 다양한 자료에 따른 이나코스의 통치 연대기 | 다양한 자료에 따른 이나코스의 통치 연대기 |
| 아르고스의 왕들                           | 통치 연도                                 | 통치 연도                                 | 카스토르                                  | 통치 연도                                 | 통치 연도                                 | 싱켈루스                                  | 통치 연도                                 | 아폴로도로스                              | 히기누스                                  | 타티아누스                                | 파우사니아스                              |
| ----------------------------------------- | ----------------------------------------- | ----------------------------------------- | ----------------------------------------- | ----------------------------------------- | ----------------------------------------- | ----------------------------------------- | ----------------------------------------- | ----------------------------------------- | ----------------------------------------- | ----------------------------------------- | ----------------------------------------- |
| 이나코스                                  | 1677                                      | 50년                                      | 이나코스                                  | 1677.5                                    | 56년                                      | 이나코스                                  | 1675                                      | 이나코스                                  | -do-                                      | -do-                                      | -do-                                      |
| 후계자                                    | 1652                                      | 60년                                      | 포로네우스                                | 1649.5                                    | 60년                                      | 포로네우스                                | 1650                                      | 포로네우스                                | -do-                                      | -do-                                      | -do-                                      |

### 포세이돈과 헤라의 경쟁
이나코스와 그의 형제 케피소스와 아스테리온은 포세이돈과 헤라 사이의 영토 분쟁에서 중재자 역할을 했다. 그들이 헤라의 소유라고 판결하자 포세이돈은 분노하여 그들의 물을 빼앗았다. 이 때문에 이나코스와 다른 어떤 강도 우기가 아니면 물을 공급하지 않았다. 다나오스의 건국 신화에서 아르골리다현의 샘들이 말라버리자 다나오스 왕은 이 가뭄에 맞서기 위해 딸들을 보내 물을 길어오게 했다. 이 딸들 중 한 명인 아미모네는 물을 찾다가 포세이돈과 잠자리를 같이했고, 포세이돈은 그녀에게 레르나의 샘들을 알려주었다. 다른 설에 따르면, 포세이돈은 복수로 나라의 대부분을 물에 잠기게 했지만, 헤라가 포세이돈에게 바닷물을 되돌려 보내도록 설득했다. 아르고스 사람들은 조수가 물러난 지점에 포세이돈 프로스클리스티우스(홍수 일으키는 자)에게 성역을 만들었다.

### 이오에 대한 이야기

#### 아이스킬로스
결박된 프로메테우스의 한 에피소드에서 뿔이 달린 이오는 밤마다 잠결에 환영에 시달리며 제우스가 자신의 순결을 탐하는 이야기를 프로메테우스에게 들려준다. 처음에는 신의 접근을 거부했지만, 이오가 용기를 내어 이 꿈들을 이나코스에게 말하자, 그의 아버지는 피티아와 도도나의 신탁에 많은 사절을 보내어 신들이 어떤 행위나 말을 기뻐할지 알아내려 했다. 그러나 사절들은 수수께끼 같고 모호하며 암시적인 신탁의 보고와 함께 돌아왔다. 마침내 이나코스에게 명백한 신탁이 내려왔는데, 이오를 그의 집과 고향에서 추방하여 세상의 가장 먼 곳까지 떠돌게 하라는 것이었다. 이나코스가 신탁의 지시를 따르지 않으면, 제우스는 불벼락을 던져 그의 모든 종족을 완전히 멸망시킬 것이라고 했다. 록시아스(아폴론)의 예언적 말씀에 복종하여 이나코스는 자신의 의지와 이오의 의지에 반하여 딸을 쫓아내고 집에서 그녀를 금지했다.

#### 오비디우스
오비디우스에 따르면, 다프네의 아버지 페네오스에게 동료 포타모이인 스페르케이오스, 에니페우스, 암프리소스를, 아피다누스와 아이아스가 찾아왔을 때, 아폴론이 그의 딸을 쫓아간 후 그녀가 월계수 나무로 변한 것에 대해 페네오스를 축하해야 할지 위로해야 할지 확신하지 못하는 가운데, 이나코스만은 그 자리에 없었다. 이나코스는 그의 동굴에 숨어 눈물로 물을 깊게 하고, 사라진 딸 이오를 슬퍼하고 있었다. 이나코스와 그의 나이아데스 딸들은 제우스가 질투심 많은 아내 헤라에게 들키지 않도록 소로 변신시킨 이오를 알아보지 못했다.
이나코스와 그녀[이오]의 자매 나이아데스들은 그녀를 알아보지 못했다. 그녀가 그들을 따라갔음에도, 그들이 그녀의 옆구리를 만지고 칭찬했음에도 그들은 그녀를 알아보지 못했다. 늙은 이나코스가 달콤한 풀들을 모아 그녀에게 주자, 그녀는 그의 손을 핥았고, 아버지의 손바닥에 입을 맞추었으며, 떨어지는 눈물을 더 이상 참을 수 없었다. 눈물뿐만 아니라 말도 흘러나왔더라면, 그녀는 그의 도움을 간청하고 자신의 이름과 슬픈 불행을 이야기할 수 있었을 것이다. 그러나 대신, 그녀는 쪼개진 발굽으로 흙에 자신의 이름을 새겼고, 그리하여 그녀의 슬픈 상태가 알려졌다.
이에 이나코스는 이오의 상태를 이해하고, 슬퍼하며 죽음을 원했지만, 자신의 신성한 지위 때문에 불가능하다는 것을 인정했다. 이오는 후에 원래의 모습으로 돌아와 여신으로 숭배받게 되었다.

#### 디오도로스 시켈로스
디오도로스 시켈로스의 기록에 따르면, 이오가 사라진 후 이나코스는 고위 지휘관 중 한 명인 키르누스를 상당한 함대로 무장시켜 보냈고, 이오를 모든 지역에서 찾고 그녀를 찾기 전에는 돌아오지 말라고 명령했다. 키르누스는 거주 세계의 많은 곳을 헤매었지만 그녀를 찾을 수 없었고, 카리아의 케르소네수스에 상륙하여 자신의 이름을 딴 키르누스라는 도시를 세웠다.

#### 파르테니오스
니카이아의 파르테니오스에 따르면 드문 변형 신화에서, 이나코스는 딸 이오를 찾기 위해 여러 명의 사람을 보냈는데, 이오는 산적에게 붙잡혀 있었다(이번에는 제우스가 아님). 이들 중 한 명은 포로네우스의 아들 리르코스였는데, 그는 소녀를 찾지 못하고 광대한 땅과 바다를 헤매다가 마침내 고된 탐색을 포기했다. 그러나 그는 이나코스가 너무 두려워 아르고스로 돌아가지 못하고 대신 카우노스로 가서 아이기알루스 왕의 딸 힐레비아와 결혼했다.

#### 플루타르코스
플루타르코스에 따르면, 이나코스 강은 이전에 카르마노르 또는 할리아크몬이라는 이름을 가지고 있었다. 후에 오케아노스의 아들 이나코스의 이름을 따서 불리게 되었다. 제우스가 그의 딸 이오의 순결을 더럽힌 후, 이나코스는 신을 맹렬히 뒤쫓으며 가는 내내 그를 모욕하고 저주했다. 이것이 제우스의 분노를 사, 그는 푸리아 중 한 명인 티시포네를 보냈다. 티시포네는 그를 너무 괴롭혀서 그는 할리아크몬 강에 몸을 던졌고, 이후 그 강은 그의 이름을 따게 되었다.

#### 수다
아르고스의 왕 이나코스는 달의 이름을 따서 이오라는 도시를 세웠는데, 아르고스 사람들은 달을 그렇게 불렀다. 그에게는 이오라는 딸도 있었다. 제우스인 페코스가 그녀를 납치하여 리비아라는 딸을 낳았다. 이오는 자신의 파멸을 슬퍼하며 실피온산으로 도망쳐 그곳에서 죽었다. 그녀의 아버지와 형제들은 이 소식을 듣고 그녀를 위한 신전을 짓고 그곳을 이오폴리스라고 부르며 끝까지 그곳에 머물렀다. 그리고 그들은 매년 서로의 문을 두드리며 '이오, 이오!'라고 외치는 의식을 행했다.

#### 소포클레스
소포클레스는 아마도 사티로스극인 이나코스를 썼는데, 이는 이집트의 옥시린코스와 테브투니스에서 발견된 일부 파피루스 파편으로만 남아있다. 이 작품에서 이나코스는 그의 딸 이오에 대한 제우스의 짝사랑으로 인해 비참함으로 전락한다. 헤르메스는 자신을 보이지 않게 하는 어둠의 모자를 쓰고 있지만, 아울로스를 연주하여 사티로스들을 혼란스럽게 한다. 아르고스와 헤라의 사자로서의 이리스는 모두 등장하고, "낯선 사람"이 이오를 손으로 만져 암송아지로 변신시키며, 결국 사티로스들은 속박에서 풀려나 이나코스의 양치기가 되는 것으로 보인다. 소포클레스의 이나코스에 대한 추가 파피루스 파편은 1960년에 출판되었다.

## 내용주
1. ↑  Eusebius, Preparation of the Gospels 10.9.17-18; 10.10.4; 10.11.2
2. 1 2 3  Augustine of Hippo (1886).  Schaff, Philip, 편집. 번역 Dods, Marcus. “City of God, bk 18, ch 3”. 《Nicene and Post-Nicene Fathers》. 1st series (Buffalo NY: Christian Literature) II. 362–363쪽. OCLC 1084830718 – 위키문헌 경유.
3. 1 2  Apollodorus, 2.1.1
4. ↑  파우사니아스, 8.6.6
5. ↑  할리카르나소스의 디오니시오스, 1.25.4.; Apollodorus, 2.1.1; 히기누스, Fabulae Preface; Pseudo-플루타르코스, De fluviis 18
6. ↑  Burkert, Greek Religion, 1985: "Nature deities" 3.3, p.175
7. ↑  Hall, H(arry) R(eginald) (1916). 《Ancient History of the Near East: from the Earliest Times to the Battle of Salamis》. London: Methuen. 4–6쪽. [T]he oldest culture of Greece really belongs to the Mediterranean basin.... The entry of Greece into the ranks of the ancient civilizations of the Near East as the fellows of Egypt or Babylon is one of the most striking results of modern archaeological discovery.
8. ↑  윌리엄 스미스. A Dictionary of Greek and Roman biography and mythology s.v. Philodice. London. John Murray (1848).
9. ↑  스콜리아 ad 에우리피데스, 오레스테스 920 & 1239; 체체스 ad 리코프론, 511
10. ↑  Scholia ad Euripides, Orestes 932 recounted that Phegeus and Aegialeus were two different persons— Phegeus being the son of Inachus and Melia while Aegialeus, the son of Phoroneus and Peitho
11. ↑  Hyginus, Fabulae 124, 143, 145 & 155
12. ↑  아이스킬로스, 결박된 프로메테우스 575, 655 & 700; 암미아누스 마르켈리누스, History 22.8.13; 아우구스티누스, City of God 18.3; 바킬리데스, Dithyrambs 5.01; 디오도로스 시켈로스, 3.74.1 & 5.60.3; 에우리피데스, Suppliants 566; 에우세비우스, Preparation of the Gospels 10.9.19; 헤로도토스, 1.1.1; 락탄티우스, Divine Institutes 1.11; 오비디우스, 행사력 1.1441; 변신 이야기 1.567; Heroides 14.105; 플루타르코스, De Herodoti malignitate 11; 소포클레스, 엘렉트라 1 칼리마코스, Hymn to Artemis 3.248; Nicaenetus, Lyrcus fr.; Aelian, On Animals 11.10; Valerius Flaccus, 4.374-375 프로페르티우스, Elegies 1.3; 수에토니우스, Otho 12; 수다, s.v. Io; 베르길리우스, 농경시 3.138; 아이네이스 7.791; Commentary on the Heroides of Ovid s.v. Hypermnestra to Lynceus 14; 암미아누스 마르켈리누스, Rerum Gestarum 22.13; Apollodorus, 2.1.3, as what Castor and many tragedians believed
13. ↑  헤시오도스, The Great Eoiae fr. 9; Pausanias, 2.16.4
14. ↑  Valerius Flaccus, 4.374-375
15. ↑  테살로니카의 에브스타티오스 ad 호메로스, 일리아스 p. 300; 비잔티움의 스테파노스, s.v. Arcadia (Ἀρκαδία); Pseudo-Clement, Recognitions 10.21
16. ↑  Apollodorus, 2.1.3
17. ↑  파우사니아스, 2.15.4; In the 락탄티우스, Divine Institutes 1.11, it refers to Hera as Juno.
18. ↑  할리카르나소스의 디오니시오스, 1.25.4.; 에우리피데스, 오레스테스 932 히기누스, Fabulae 143
19. ↑  Lemprière, John (1812). 《A classical dictionary》. Original from Oxford University.
20. ↑  성 히에로니무스, 크로니콘 B1852
21. ↑  해리 더스턴 펙. Harpers Dictionary of Classical Antiquities (1898) s.v. Inachus
22. ↑  Scholia ad Euripedes, Orestes 920 & 932; Sophocles ap Dionysiacus I.c
23. ↑  아이스킬로스, 페르시아인들 s.v. Amymone; Apollodorus, 2.1.4
24. ↑  Compare 파우사니아스, 2.15.5 & 2.22.4
25. ↑  아이스킬로스, 결박된 프로메테우스 655 ff. compare with 바킬리데스, Dithyrambs 5.01
26. ↑  Ovid, Metamorphoses tr. David Raeburn, Penguin Classics, 2004, p. 34
27. ↑  오비디우스, 변신 이야기 1.567
28. ↑  Ovid, Metamorphoses tr. David Raeburn, Penguin Classics, 2004, pp. 37-38, 42
29. ↑  디오도로스 시켈로스, 5.60.3-5
30. ↑  Parthenius, 1 with sources— Lyrcus of Nicaenetus and the Caunus of Apollonius Rhodius
31. ↑  Pseudo-플루타르코스, De fluviis 18
32. ↑  수다, s.v. Io
33. ↑  제임스 아담. The Republic of Plato Book 2.381D
34. ↑  Perhaps Chthonic Zeus, Zeus-Plouton, Richard Seaford suggests (Richard Seaford, "Black Zeus in Sophocles' Inachos" The Classical Quarterly New Series, 30.1 (1980), pp. 23-29.
35. ↑  Die Netzfischer des Aischylos und der Inachos des Sophokles (Munich: Beck) 1938.
36. ↑  Rudolph Pfeiffer, Ein neues Inachos-Fragment des Sophokles (Munich:Beck) 1958; R.J. Carden, The Papyrus Fragments of Sophocles (de Gruyter) 1974.

## 참고 자료
- 해리 더스턴 펙. Harpers Dictionary of Classical Antiquities s.v. Inachus. New York. Harper and Brothers (1898).
- 윌리엄 스미스. A Dictionary of Greek and Roman biography and mythology s.v. Inachus. London. John Murray (1848).